# Neodiprion
Neodiprion (niet te verwarren met Nesodiprion) is een geslacht van vliesvleugelige insecten (Hymenoptera) uit de familie van de dennenbladwespen (Diprionidae). De wetenschappelijke naam van het geslacht is voor het eerst geldig gepubliceerd in 1918 door Sievert Allen Rohwer.
Deze zaagwespen komen voor in de Palearctische, Nearctische, Neotropische en Oriëntaalse gebieden. Ze leven op coniferen, en de rupsen kunnen soms bomen bijna geheel kaalvreten. Dit is bijvoorbeeld het geval met de rode dennenbladwesp (Neodiprion sertifer) in Europa, en met Neodiprion huizeensis, een plaag voor dennen (Pinus) in China.

## Soorten
Neodiprion telt 51 soorten:
- Neodiprion abbotii
- Neodiprion abdominalis
- Neodiprion abietis
- Neodiprion autumnalis
- Neodiprion bicolor
- Neodiprion biremis
- Neodiprion burkei
- Neodiprion chuxiongensis
- Neodiprion compar
- Neodiprion cubensis
- Neodiprion dailingensis
- Neodiprion deleoni
- Neodiprion demoides
- Neodiprion dubiosus
- Neodiprion edulicolus
- Neodiprion edwardsi
- Neodiprion equalis
- Neodiprion excitans
- Neodiprion fengningensis
- Neodiprion fulviceps
- Neodiprion gillettei
- Neodiprion guangxiicus
- Neodiprion hetricki
- Neodiprion huizeensis
- Neodiprion hypomelas
- Neodiprion insularis
- Neodiprion japonicus
- Neodiprion lecontei
- Neodiprion maurus
- Neodiprion merkeli
- Neodiprion mundus
- Neodiprion nanulus
- Neodiprion nigroscutum
- Neodiprion omosus
- Neodiprion pinetum
- Neodiprion pinusrigida
- Neodiprion pratti
- Neodiprion rohweri
- Neodiprion rugifrons
- Neodiprion scutellatus
- Neodiprion sertifer
- Neodiprion similis
- Neodiprion swainei
- Neodiprion taedae
- Neodiprion townsendi
- Neodiprion tsugae
- Neodiprion ventralis
- Neodiprion virginianus
- Neodiprion virginianus
- Neodiprion warreni
- Neodiprion xiangyunicus